# Patinação artística nos Jogos Olímpicos de Inverno de 1994 - Individual masculino
A competição individual masculina da patinação artística nos Jogos Olímpicos de Inverno de 1994 foi disputado entre 25 patinadores.

## Medalhistas
| Ouro   | RUS Alexei Urmanov     |
| Prata  | CAN Elvis Stojko       |
| Bronze | FRA Philippe Candeloro |

## Resultados
| #                                   | Nome                | País               | PC | PL | TFP  |
| ----------------------------------- | ------------------- | ------------------ | -- | -- | ---- |
| Medalha de ouro                     | Alexei Urmanov      | RUS Rússia         | 1  | 1  | 1.5  |
| Medalha de prata                    | Elvis Stojko        | CAN Canadá         | 2  | 2  | 3.0  |
| Medalha de bronze                   | Philippe Candeloro  | FRA França         | 3  | 5  | 6.5  |
| 4                                   | Viktor Petrenko     | UKR Ucrânia        | 9  | 4  | 8.5  |
| 5                                   | Kurt Browning       | CAN Canadá         | 12 | 3  | 9.0  |
| 6                                   | Brian Boitano       | USA Estados Unidos | 8  | 6  | 10.0 |
| 7                                   | Eric Millot         | FRA França         | 6  | 7  | 10.0 |
| 8                                   | Scott Davis         | USA Estados Unidos | 4  | 10 | 12.0 |
| 9                                   | Steven Cousins      | GBR Grã-Bretanha   | 7  | 9  | 12.5 |
| 10                                  | Sebastien Britten   | CAN Canadá         | 10 | 10 | 15.0 |
| 11                                  | Oleg Tataurov       | RUS Rússia         | 5  | 13 | 15.5 |
| 12                                  | Masakazu Kagiyama   | JPN Japão          | 11 | 11 | 16.5 |
| 13                                  | Michael Tyllesen    | DEN Dinamarca      | 13 | 12 | 18.5 |
| 14                                  | Cornel Gheorghe     | ROU Romênia        | 16 | 14 | 22.0 |
| 15                                  | Igor Pashkevich     | RUS Rússia         | 14 | 15 | 22.0 |
| 16                                  | Michael Shmerkin    | ISR Israel         | 15 | 17 | 24.5 |
| 17                                  | Sung-Il Jung        | KOR Coreia do Sul  | 18 | 16 | 25.0 |
| 18                                  | Stephen Carr        | AUS Austrália      | 20 | 18 | 28.0 |
| 19                                  | Marius Negrea       | ROU Romênia        | 19 | 19 | 28.5 |
| 20                                  | Min Zhang           | CHN China          | 16 | 21 | 29.0 |
| 21                                  | Andrejs Vlascenko   | LAT Letônia        | 21 | 20 | 30.5 |
| 22                                  | Fumihiro Oikawa     | JPN Japão          | 21 | 22 | 32.5 |
| 23                                  | Alexander Mourashko | BLR Bielorrússia   | 24 | 23 | 35.0 |
| 24                                  | Dino Quattrocecere  | RSA África do Sul  | 23 | 24 | 35.5 |
| Não avançaram para o programa longo |                     |                    |    |    |      |
| 25                                  | Margus Hernits      | EST Estônia        | 25 |    |      |

Legenda
| Recorde mundial      | Recorde mundial (World record)               |                       | Recorde africano                      | Recorde africano (African) |                                           | Q | Classificado por posição (Qualified) |
| Recorde olímpico     | Recorde olímpico (Olympic record)            | Recorde da América    | Recorde da América (Americas)         | q                          | Classificado por melhor tempo (Qualified) |   |                                      |
| Melhor marca do ano  | Melhor marca do ano (World leading)          | Recorde asiático      | Recorde asiático (Asian)              | DNS                        | Não largou (Did not start)                |   |                                      |
| Recorde nacional     | Recorde nacional (National record)           | Recorde europeu       | Recorde europeu (European)            | DNF                        | Não terminou (Did not finish)             |   |                                      |
| Recorde pessoal      | Recorde pessoal do atleta (Personal best)    | Recorde da Oceania    | Recorde da Oceania (Oceania)          | DSQ / DQ                   | Desclassificado (Disqualified)            |   |                                      |
| Recorde da temporada | Recorde da temporada do atleta (Season best) | Recorde sul-americano | Recorde sul-americano (South America) | NM                         | Sem marca (No mark)                       |   |                                      |